# Chilenazo
Chilenazo fue un programa de televisión llevado a las pantallas desde el 21 de agosto de 1980 por Teleonce Universidad de Chile (hoy Chilevisión), con la conducción de Jorge Rencoret, la dirección de Alfredo Lamadrid, la producción de Pilar Henríquez y Rubén Darío Díaz (en 1985, Jorge Soissa y Marcelo Bley), la dirección orquestal de Miguel Zabaleta (y en 1984 y 1985, Francisco "Pancho" Aranda) y transmitido en su primer tiempo desde el Teatro Providencia (hoy Teatro Nescafé de las Artes) en Av. Manuel Montt 32, (1980-1981), luego desde el Teatro del Instituto de Extensión Musical de la Universidad de Chile (IEM), hoy Cine Arte Normandie (1982), el restaurante El Alero de los De Ramón, ubicado en Avda. Las Condes 9889, Las Condes, Región Metropolitana (1984) y finalmente en el Aula Magna del Liceo Experimental Manuel de Salas (1985). Fue transmitido en dúplex con las radios Agricultura (1980-1981) y Minería (1982, 1984-1985).
El programa estaba basado en la exposición de números musicales de corte folclórico en horario estelar, lo que, contra todo pronóstico, resultó ser un éxito rotundo de audiencia, extendiendo sus emisiones hasta diciembre de 1985, cuando Jorge Rencoret, quien ya estaba plenamente identificado con el programa, se trasladaría a Televisión Nacional en enero de 1988.
Además, Chilenazo tenía un certamen musical llamado Una Canción para Chile, en que los compositores podían presentar sus temas de corte localista. La canción más famosa que allí venció fue «Noticiero crónico», compuesta por Oscar Andrade en 1981, que estuvo rodeada por la polémica al tratar de ser censurada por los militares. Otras canciones que se conocieron en este programa fueron «El flaco Chile» (de Osvaldo Leiva), «Magdalena Rapa-Nui» (de Antonio Gubbins), «Pronto amanecerá» (de Florcita Motuda) y «Reencarnación» (de Óscar Andrade).
A tal punto llegó el éxito del programa que fue uno de los primeros escenarios en que cantó Fernando Ubiergo, tras su histórico triunfo en la OTI 1984. Asimismo, otros destacados intérpretes estuvieron en dicho escenario, como Antonio Zabaleta, Los Jaivas y Los Huasos Quincheros.